# 432971 Loving
432971 Loving è un asteroide della fascia principale. Scoperto nel 2010, presenta un'orbita caratterizzata da un semiasse maggiore pari a 2,5911090 UA e da un'eccentricità di 0,1154668, inclinata di 12,60260° rispetto all'eclittica.